# Otus semitorques
El autillo japonés (Otus semitorques) es una especie de ave estrigiforme de la familia Strigidae propia del Asia Oriental. Es muy similar al ligeramente más pequeño autillo indio (Otus bakkamoena) del que a veces se considera una subespecie. Anida en huecos de los árboles. La llamada del macho es un grito que suena triste y bajo.